# Adil Tebbal
Adil Tebbal (en arabe : عادل طبال) est un footballeur algérien né le 23 mai 1986 à Tlemcen. Il évolue au poste d'allier gauche à l'IRB Maghnia, club de troisième division algérienne. Il est le cousin de Tebbal Abdelhak.

## Biographie
Il évolue en première division algérienne avec les clubs du WA Tlemcen, de l'USM Annaba et la JS Saoura.

## Palmarès
WA Tlemcen
- Coupe d'Algérie :
  - Finaliste : 2007-08.